# Непрейка (посёлок)
Непрейка — посёлок входит в городской округ город Тула Тульской области в составе Привокзального территориального округа.

## География
Находится в центральной части Тульской области на расстоянии приблизительно 13 км на запад-юго-запад по прямой от Московского вокзала города Тула.

## История
Посёлок рыбхоза был основан в 1936 году, на карте конца 1930-х годов отмечен как совхоз Непрейка. До 2014 года входил в Иншинское сельское поселение Ленинского района до их упразднения.

## Население
Постоянное население составляло 18 человек (русские 100 %) в 2002 году, 18 в 2010.